# Monroe (Oregon)
Monroe é uma cidade localizada no estado norte-americano de Oregon, no Condado de Benton.

## Demografia
Segundo o censo norte-americano de 2000, a sua população era de 607 habitantes.
Em 2006, foi estimada uma população de 578, um decréscimo de 29 (-4.8%).

## Geografia
De acordo com o United States Census Bureau tem uma área de
1,2 km², dos quais 1,2 km² cobertos por terra e 0,0 km² cobertos por água. Monroe localiza-se a aproximadamente 87 m acima do nível do mar.

## Localidades na vizinhança
O diagrama seguinte representa as localidades num raio de 28 km ao redor de Monroe.